# Droga wojewódzka 731
Die Droga wojewódzka 731 (DW 731) ist eine 37 Kilometer lange Droga wojewódzka (Woiwodschaftsstraße) in der polnischen Woiwodschaft Masowien, die Potycz mit Białobrzegi verbindet. Die Strecke liegt im Powiat Piaseczyński, im Powiat Grójecki und im Powiat Białobrzeski.

## Streckenverlauf
Woiwodschaft Masowien, Powiat Piaseczyński
-  Potycz (DK 79)

Woiwodschaft Masowien, Powiat Grójecki
-  Konary (DK 79)
- Magierowa Wola
- Dębnowola
- Piaseczno
-  Warka (DW 730, DW 736)
- Grzegorzewice
- Lechanice
- Zastruże
- Palczew
- Bończa
- Michałów Dolny
- Michałów Górny
- Branków

Woiwodschaft Masowien, Powiat Białobrzeski
- Biejków
- Biejkowska Wola
- Promna
-  Falęcice (S 7)
-  Białobrzegi (S 7, DK 48)